# Olivier Babeau
Pour les articles homonymes, voir Babeau.
Olivier Babeau, né le 26 mars 1976 à Neuilly-sur-Seine, est un universitaire, consultant, et essayiste français.
Enseignant à l'université de Paris-Dauphine, puis à l'université Paris VIII Vincennes et à l’université de Bordeaux, il fait en parallèle un bref passage en politique.
Il a été directeur des études et porte-parole de la Fondation Concorde jusqu’en 2017. Depuis 2017, il dirige l’Institut Sapiens, un think tank, dont il est le cofondateur,.
En parallèle, il dirige un cabinet de conseil (Human First). Olivier Babeau intervient régulièrement dans les médias. Il est souvent présenté comme — et se revendique — libéral.
À partir de 2024, il assure la chronique économique de la matinale d'Europe 1.
« Il s’intéresse en particulier aux mutations des modèles économiques liées à la diffusion du numérique. »

## Origines et études

### Famille
Olivier Babeau est né le 26 mars 1976 à Neuilly-sur-Seine. Il est le fils de l'économiste André Babeau. Il a cinq frères et sœurs, dont le chef d'entreprise Emmanuel Babeau.

### Études
À l'issue de ses études secondaires au lycée catholique privé Sainte-Croix de Neuilly, Olivier Babeau obtient son baccalauréat en 1993.
Après deux ans de classe préparatoire au lycée Saint-Louis-de-Gonzague, il intègre l’École supérieure de commerce de Paris (ESCP).
Il poursuit un DEA en philosophie morale et politique obtenu en parallèle à l’université Paris IV Sorbonne.
Il intègre l'École normale supérieure de Cachan en 1999 comme élève en 3e année et y prépare l'agrégation d’économie et gestion qu'il obtient en 2000.
En 2001, Olivier Babeau valide un deuxième DEA en économie des institutions à l’université Paris X Nanterre.
Le 2 décembre 2005, il soutient sa thèse de doctorat en sciences de gestion sur le thème : Le manager et la transgression ordinaire des règles : le cas des cabinets de conseil en management.
En juin 2009, il obtient une agrégation des universités en sciences de gestion.

## Carrière d’enseignant
En 2002, Olivier Babeau entame sa carrière d’enseignant en devenant professeur agrégé détaché dans le supérieur à l’université Paris X Nanterre.
Il devient maître de conférence et chercheur en Marketing Stratégie et Prospective à l’université Paris-Dauphine en septembre 2006, poste qu'il conserve jusqu'en juin 2007, avant de le reprendre en juillet 2008. Il enseigne ensuite les sciences de la gestion à l'université Paris VIII Vincennes Saint Denis jusqu’en 2014.
Depuis, il est professeur à l’université de Bordeaux.
Il est le directeur de la thèse de gestion de Pascal Perri.

## Politique
Sous la présidence de Nicolas Sarkozy, il est conseiller auprès du Premier ministre François Fillon, ainsi que du secrétaire d’État chargé des Relations avec le Parlement Roger Karoutchi.
Il a été brièvement (une semaine) la plume du premier ministre François Fillon, après avoir été directeur de campagne de David Martinon, candidat à la mairie de Neuilly-sur-Seine en 2008.[réf. nécessaire]
En 2019, il participe à la Convention de la droite, aux côtés de Ivan Rioufol et de Laurent Alexandre, dont il est proche.

## Institut Sapiens

### Activités
Depuis décembre 2017, Olivier Babeau préside l’Institut Sapiens, un organisme à but non lucratif qu'il a co-fondé avec Laurent Alexandre et Dominique Calmels. Son objectif est d'influencer le débat économique et social.
L’Institut Sapiens se veut le premier représentant d’une think tech modernisant radicalement l’approche des think tanks traditionnels. Selon l'Observatoire des multinationales, il est « proche des mouvements transhumanistes, et du Medef », le cofondateur Dominique Calmels participant aux travaux du Medef au sein de plusieurs comités.
Il obtient en 2021 le prix Turgot du meilleur livre d'économie financière, créé sous le haut patronage du ministère de l'Économie et des Finances, pour son livre Le nouveau désordre numérique. Comment le digital fait exploser les inégalités.

### Critiques
Le journal Libération a mené une enquête qui suggère que Olivier Babeau et l'Institut Sapiens alignent de manière suspecte leurs points de vue sur ceux de leurs clients dans les secteurs chimiques et pharmaceutiques, comme Bayer et le laboratoire pharmaceutique Teva. Cela les positionnerait plus comme une agence de lobbying que comme un institut d'analyse guidé par des convictions impartiales.
D'après le magazine Marianne, Olivier Babeau se présente souvent comme économiste alors qu'il est professeur de gestion et n'aurait jamais publié d'article de recherche dans des revues à comité de lecture en sciences économiques.

## Prises de position
Olivier Babeau est régulièrement publié dans plusieurs médias français,,,, L’Opinion, où il a été chroniqueur entre 2017 et 2019, Le Figaro depuis 2019, ainsi que l'hebdomadaire Franc-Tireur, créé en 2021.
Il est hostile aux propositions de la Convention citoyenne pour le climat, qu'il présente comme « un ensemble idéologique assez cohérent, en fait, qui veut choisir la décroissance contre la croissance, et qui est en fait une action contre notre modèle de civilisation et l'économie de marché, en réalité ». Il estime qu'« elles transformeraient la France en Venezuela en deux mois » et évoque un projet « porte-voix des élucubrations écolo-totalitaires les plus folles ». Il considère que « les vraies solutions écologiques sont l’agriculture intensive pour limiter l’usage des sols, les OGM pour limiter les intrants, le nucléaire pour limiter le carbone, et le numérique pour mieux économiser l’énergie ».

## Récompenses et distinctions
- Prix Turgot du livre d’économie 2021 pour « Le Nouveau Désordre numérique » [24]

- Prix Zerilli-Marimo de l’Académie des sciences morales et politiques 2022[25].

### Ouvrages
- Roger Karoutchi et Olivier Babeau, Jean Zay (1904-1944) : ministre de l'Instruction du Front populaire, résistant, martyr, Paris, Ramsay, 2006, 293 p. (ISBN 978-2-84114-825-7)
- Olivier Babeau et Sébastien Ménard, La commune à quoi ça sert ? : Petit guide du citoyen pour mieux comprendre sa ville, Paris, Éditions Ellipses, 2008, 206 p. (ISBN 978-2-7472-1458-2)
- Les échecs du consultant : les comprendre et les éviter. Écrit en collaboration avec Paul Ohana, 2008, éditions ESKA.
- Olivier Babeau, La transgression ordinaire des règles dans les organisations, Paris, Éditions ESKA, 2011, 312 p. (ISBN 978-2-7472-1834-4)
- Devenez stratège de votre vie : gérez votre vie comme une entreprise Éditions Jean-Claude Lattès. Septembre 2012.
- Olivier Babeau, 80 questions sur le travail du dimanche, Paris, Éditions ESKA, 2013, 135 p. (ISBN 978-2-7472-2057-6) Réédité en version mise à jour en septembre 2015 sous le titre : 100 questions sur le travail du dimanche
- Les nouvelles énergies « pour les nuls », juin 2013, Collection « Pour les nuls actu », éditions First. En partenariat avec Europe 1.
- Olivier Babeau, Le management expliqué par l’art, Paris, Éditions Ellipses, 2013, 216 p. (ISBN 978-2-7298-7732-3)
- Plus de 50 questions sur l’avenir de l’industrie automobile en Europe (dir.), Décembre 2015, MA éditions.
- La Nouvelle Ferme des Animaux, fable politique et économique à l’usage des hommes- Janvier 2016, Manitoba/Les Belles Lettres[26]
- Olivier Babeau, L’horreur politique, Paris, Manitoba/Les Belles Lettres, 2017, 287 p. (ISBN 978-2-37615-004-6),[27]
- Olivier Babeau, Éloge de l'hypocrisie, Paris, éditions du Cerf, 2018, 307 p. (ISBN 978-2-204-11471-4)[28]
- Le nouveau désordre numérique. Comment le digital fait exploser les inégalités, 3 sept. 2020, éditions Buchet Chastel[29].
- La Tyrannie du divertissement, Paris, Buchet-Chastel, 288 p., 2023
- L'ère de la flemme - Comment nous et nos enfants avons perdu le sens de l'effort, Paris, Buchet-Chastel, 208 p., 2025

### Articles publiés dans des revues à comité de lecture
- Entre discours et conviction : pourquoi nous soutenons des idées auxquelles nous ne croyons pas - Revue Recherches Sociologiques, vol. XXXV, n°3, p. 45-59, 2004.
- Les pratiques transgressives des consultants au service de la fabrique de la stratégie - Revue française de gestion, vol. 33, n°174, p. 43-59, 2007.
- La transgression : une dimension oubliée de l’organisation - Revue française de gestion, vol. 34, n°183, p. 201-219, 2008. Écrit en collaboration avec Jean-François Chanlat.
- Le décalage entre travail prescrit et travail réel : la dimension absente des manuels de management - Revue Gestion 2000, n°4, 2008.
- Déviance ordinaire, innovation et gestion, l’apport de Norbert Alter - Revue française de gestion, n°210, p. 33-50 2008. Écrit en collaboration avec Jean-François Chanlat.
- Le peuple prend le pouvoir sur le monde culturel - Revue Nectart, p. 44-63, 2015.
- Hypocrite transparence - Revue Constructif, n°51, p. 48-52, 2018.
- En finir avec l’assurance chômage - Revue Risques, n°119, p. 105-111, 2019.
- La vie amoureuse d'elle-même - Revue Mentors, n°1, p. 13, 2021.

### Chapitres dans des ouvrages collectifs
- Management stratégique, mise en scène et consulting in La fabrique de la stratégie, une perspective multidimensionnelle, D. Golsorkhi (éd.), éditions Vuibert 2006 p. 197-217.
- La transgression ordinaire des règles dans les cabinets de conseil en management in Recherche en Management et Organisation, M. Kalika, P. Romelaer (eds), Economica 2006, p. 245-260.
- Granting disorder a role in ethics in Business Ethics as Practice: Representation, Discourse and Performance', C. Carter, S. Clegg, M. Kornberger, S. Laske & M. Messner (eds), Edward Elgar publishing, 2007, p. 32-48.
- Le conseil en management comme utile parodie in Une perspective critique du management, D. Golsorkhi, I. Huault & B. Leca (eds), Presses Universitaires de Laval, 2009, p. 407-422.
- A. W. Gouldner in Les grands auteurs du management, (troisième édition) I. Huault & S. Charreire (eds), éditions Management et Société (EMS), 2017, p. 543-548.
- Les sciences du management : un pont entre art et industrie in L'art au risque de l'Industrie, Bauhaus et Art Faber - Hommage de la France au Bauhaus, J. Duval-Hamel et M. Le Morvan (eds), éditions du Signe 2019.